# Puente Vasco da Gama
El puente Vasco da Gama es un puente atirantado sobre el río Tajo, en el área de la Gran Lisboa, que conecta Montijo y Sacavém, muy próximo al Parque das Nações, donde se realizó la Expo '98. Inaugurado el 4 de abril de 1998, con sus 17 km (12 km de puente y 5 km de viaductos), era el puente más largo de Europa, hasta mayo de 2018 que fue superado por el puente de Crimea.   
El nombre del puente luso conmemora los 500 años de la llegada de Vasco da Gama a la India, en 1498. La travesía de este afamado explorador fue el motivo central por el que se realizó la Expo '98. 
La anchura de la pista es de 30 metros, y la longitud de la mayor luz es de 420 metros. Se construyó a fin de constituir una alternativa al puente 25 de abril para el tráfico que circula entre el norte y el sur del país, por la zona de la capital portuguesa, pero a pesar de haber desviado una parte significativa del tráfico que no necesitaba pasar por el centro de Lisboa, rápidamente se hizo clara la necesidad de una tercera travesía del río Tajo, más hacia el oeste.  
En cuanto a su construcción fue necesario tomar cuidados especiales con el impacto ambiental, visto que pasa muy próximo al parque natural del Estuario del Tejo, una importante área de nidificación de aves acuáticas. Fue también necesario realojar a 300 familias.